# Seminario diocesano di Cerreto Sannita
Il Seminario diocesano di Cerreto Sannita è il seminario della diocesi di Cerreto Sannita-Telese-Sant'Agata de' Goti. 
Oltre al seminario l'edificio è sede del Liceo Classico Luigi Sodo, scuola paritaria fondata nel 1938, della Scuola teologico pastorale e dell'Istituto superiore di scienze religiose.

## Storia

### Il Seminario nella vecchia Cerreto
Il Seminario venne istituito nella Cerreto antica da mons. Bellocchi il quale, con bolla del 3 luglio 1593, decretò la sua sede presso la casa annessa alla chiesa della Maddalena, che esisteva nella località chiamata con il nome di "Santella" (attuale contrada "Trocchia"). 
Nel 1596 il Seminario contava già ventotto studenti, alcuni chierici ed altri laici, cui si aggiungevano altri diciassette studenti che avevano già ricevuto l'abito clericale. 
Insegnante di grammatica era il notaio Mario Cappella che percepiva trenta ducati l'anno mentre maestro di musica era don Giovanni Tommaso Ciarlo, arciprete della Collegiata di San Martino, che percepiva diciotto ducati annui. 
Da una nota scritta dal notaio e docente Mario Cappella il 22 novembre del 1606 si viene a conoscenza che mentre il Cappella aveva finito di spiegare agli studenti il "duodecimo libro della eneide" quando lesse le parole "vitaque cum gemitu fugit indignata sub umbras", gli scolari fecero una battuta che diede luogo ad un momento di euforia che "fece paura a tutti i vicini".
Mons. Giovanni Francesco Leone nel 1609 trasferì il Seminario in una casa acquistata nei pressi dell'episcopio in località "porta de suso". Questa nuova sede venne ampliata più volte nel corso degli anni. 
Il terremoto del 5 giugno 1688 rase al suolo il seminario seppellendo fra le sue macerie il Rettore ed altre persone che vennero recuperate vive dopo poche ore.

### Il Seminario dopo il 1688

Raffigurazione del Seminario Diocesano di Cerreto Sannita del 1763 realizzata da Gennaro di Crosta. In basso a sinistra è raffigurato il Seminario come si presentava in quell'anno. In basso a destra si susseguono una serie di casette che nei decenni successivi saranno inglobate nell'edificio. In alto si vedono i due giardini con il pozzo.

La costruzione del Seminario nella nuova Cerreto fu avviata da mons. Biagio Gambaro nel 1696, anno in cui chiese un prestito di 1.000 ducati per avviare i lavori. Nella lettera in cui chiedeva il prestito il vescovo scrisse che "l'animo mio si rattrista massimamente che la Diocesi è piena d'ignoranza a causa della mancanza del Seminario".
I lavori procedettero con lentezza tanto che solo nel 1711 il Seminario fu aperto con la capacità di dodici convittori. A distanza di due anni però, nel 1713, l'istituto venne chiuso perché le sue rendite erano insufficienti a mantenerlo. 
Nel marzo del 1725 il vescovo mons. Francesco Baccari inviò delle "lettere patentali" nelle quali portava a conoscenza l'apertura del Seminario, capace di ospitare trenta studenti e dotato di tre maestri. Un sacerdote insegnava la grammatica e il canto gregoriano, un maestro insegnava la sacra scrittura ed un altro maestro le istituzioni di diritto canonico e le altre discipline. Nonostante ciò il Seminario fu di nuovo chiuso a causa del bisogno di investire tutte le rendite nel cantiere della Cattedrale di Cerreto Sannita dove erano crollate improvvisamente due delle tre navate appena costruite. 
In questo periodo di chiusura l'edificio continuò comunque ad essere ampliato e venne dotato di una nuova cucina, di un pozzo e di un vasto giardino cinto da un muro. 
Il Seminario entrò nuovamente in funzione pochi anni dopo dato che in un documento del 1739 il feudatario si lamentava perché erano stati nominati troppi chierici concludendo che, essendo essi sottoposti alla giurisdizione ecclesiastica ed esenti da tasse, ne derivasse un danno economico per la comunità.
Mons. Antonio Falangola nel 1742 tornò ad ampliare la struttura al fine di renderla più comoda e adatta. 
Nel 1751 mons. Filippo Gentile acquistò delle case confinanti con il Seminario al fine di ampliarlo. Lo stesso vescovo approvò il regolamento interno dell'istituto.
Altre casette confinanti furono acquistate e inglobate nell'edificio nel corso dei decenni successivi sino alla fine del XIX secolo quando tutte le case dell'isolato vennero inglobate nell'architettura. 
Nel 1938 l'istituzione del liceo comportò la costruzione del secondo piano che ha rovinato l'originaria armonia che caratterizzava il complesso Episcopio-Cattedrale-Seminario.

## Descrizione
Il seminario è posto a destra di chi guarda la Cattedrale e si affaccia per una piccola parte sulla piazza antistante ad essa, intitolata nel 2006 a papa Giovanni Paolo II, mentre per un lungo tratto si affaccia su via Girolamo Vitelli giungendo sino all'intersecazione di via Mattei. 
Di notevole interesse nell'interno dell'edificio è la biblioteca, con oltre 10.000 volumi e numerose cinquecentine.
Il refettorio conserva alcuni stemmi di vescovi. 
Alcune sale sono dipinte con grottesche del XIX secolo.